# Обальдия, Хосе Доминго де
Хосе Доминго де Обальдия Гальегос (исп. José Domingo de Obaldía Gallegos, 30 января 1845, Давид, Республика Новая Гранада — 1 марта 1910, Панама, Панама) — колумбийский и панамский государственный деятель, президент Панамы (1908—1910).

## Биография
Родился в семье Хосе де Обальдии (и. о. президента Республики Новая Гранада в 1854—1855 годах) и Аны Марии Гальегос. Посещал начальную школу в Давиде, когда его родители переехали в Боготу — посещал там Высший колледж Нуэстра-Сеньора-дель-Росарио, а затем продолжил образование в США.
По возвращении на родину занимал должности советника, управляющего имуществом, инспектора тюрьмы города Давид и директора общественного просвещения. Избирался депутатом округа и сенатором.
В 1903 году был последним губернатором Департамента Панама, и после провозглашения независимости Панамы был арестован, однако впоследствии стал первым Чрезвычайным и Полномочным Послом независимой Панамы в США.
В 1904—1908 годах являлся первым вице-президентом Панамы.
В 1908 году как кандидат Либеральной партии (хотя сам был консерватором) стал первым президентом Панамы, выигравшим выборы (первый президент Мануэль Амадор был избран решением Национального Конституционного Конвента). Выборы проходили под наблюдением Соединенных Штатов, что разрешено статьей 136 Конституцией Панамы 1904 года.
Пытался реализовать идею правительства национального примирения. Значительное внимание уделял вопросам образования, по его инициативе было построено здание Национального института. Были созданы исправительные учреждения Панамы и Колона, создан район Санта-Мария, принято законодательство о политическом и муниципальном управлении, создана система казначейства. Увеличился объем иностранных инвестиций, особенно со стороны Соединенных Штатов. Во время своего президентства он развивал народное образование, сильно снизив влияние церкви. Его администрация подвергалось значительной критике за раздачу концессий иностранцам. В январе 1909 г. учредил Национальную тайную полицию.
В январе 1909 года была подписана первая поправка к Договору Хэя — Бюно-Варийи. Среди прочего, она передавала Колумбии права на непосредственный сбор аннуитетов с 1908 по 1917 год включительно в качестве денежной компенсации «за ту часть, которая могла бы соответствовать Панаме в отношении внутреннего и внешнего долга Колумбии до 3 ноября 1903 года».
Скончался до истечения его президентских полномочий, исполняющим обязанности президента страны стал Карлос Антонио Мендоса.